# يو إف سي 294
يو إف سي 294: ماخاشيف ضد فولكانوفسكي 2 (بالإنجليزية: UFC 294: Makhachev vs. Volkanovski 2)‏ هو حدث لفنون القتال المختلطة نظمته يو إف سي، وأُقيم في 21 أكتوبر 2023، على اتحاد أرينا في أبو ظبي، الإمارات العربية المتحدة.

## الخلفية
سيمثل الحدث الزيارة الثامنة عشرة للمنظمة إلى أبوظبي والأولى منذ يو إف سي 280 في أكتوبر 2022.
كان من المتوقع أن يتصدر نزال العودة على بطولة يو إف سي للوزن الخفيف بين البطل الحالي إسلام ماخاشيف والبطل السابق تشارلز أوليفيرا. التقى الاثنان سابقًا في يو إف سي 280 قبل عام واحد، حيث حصد ماخاشيف اللقب الشاغر من خلال الإخضاع في الجولة الثانية. ورغم ذلك، انسحب أوليفيرا بسبب الإصابة وتم استبداله ببطل يو إف سي لوزن الريشة ألكسندر فولكانوفسكي. التقى ماخاتشيف وفولكانوفسكي سابقًا في وقت سابق من العام في يو إف سي 284 والتي فاز بها ماخاتشيف بقرار الحكام بالإجماع. من المتوقع أن يكون بطل وزن الريشة والوزن الخفيف السابق في منظمة مواجهة الفنون القتالية ماتيوز غامروت بمثابة مقاتل احتياطي وبديل محتمل لهذا النزال.
وكان من المتوقع أن يُقام في هذا الحدث نزال في الوزن المتوسط بين إكرام أليسكروف ونصر الدين إيمافوف. ومع ذلك، انسحب إيمافوف بسبب مشاكل في التأشيرة وتم استبداله بالمقاتل الفائز بالمقاتل النهائي: البرازيل 3 وارلي ألفيس.
كان من المتوقع إجراء نزال في الوزن المتوسط بين منافس بطولة يو إف سي للوزن المتوسط السابق باولو كوستا وحمزة شيماييف في هذا الحدث. ومع ذلك، انسحب كوستا بعد أن خضع لعملية جراحية في مرفقه وتم استبداله ببطل يو إف سي السابق لوزن الوسط (أيضًا الفائز بوزن الوسط في المقاتل النهائي: أفضل فريق أمريكي ضد بلاكزيليانز) كامارو عثمان. من المتوقع أن يكون الفائز بالنزال هو المنافس القادم على لقب الوزن المتوسط في يو إف سي.
أثناء عملية قص الوزن، بلغ وزن فيكتوريا دوداكوفا 116.6 رطلاً، أي 0.6 رطلًا فوق الحد الأقصى المسموح به للقتال. كان وزن مايك بريدين 159.5 رطلاً، أي ثلاثة أرطال ونصف فوق حد القتال في الوزن الخفيف. من المتوقع أن يستمر كلا النزالين بالوزن الغير مقيد، حيث سيتم تغريم دوداكوفا بنسبة 20% من محفظتها وبريدين بنسبة 30%، والتي ستذهب إلى خصميهما جين يو فراي وأنشول جوبلي على التوالي.

## النتائج
1. ↑  على لقب بطولة يو إف سي للوزن الخفيف.
2. ↑  الفائز سينافس على لقب بطولة يو إف سي للوزن المتوسط.
3. ↑  جعلت الركبة غير القانونية العرضية ووكر غير قادر على الاستمرار.
4. ↑  ركلة عرضية تحت الحزام جعلت هنري غير قادر على الاستمرار.

## الجوائز الإضافية
حصل المقاتلون التاليون على مكافآت قدرها 50 ألف دولار.
- قتال الليلة: لم يتم منح أي مكافأة.
- أداء الليلة: إسلام ماخاشيف، إكرام أليسكروف، سعيد نورماغوميدوف، و محمد موكاييف